# 高尿酸血症
高尿酸血症（こうにょうさんけっしょう、英語: hyperuricemia）とは、ヒトの血中に存在する尿酸の濃度が異常に高い状態のことである。具体的数値としては、血中尿酸濃度が7mg/dLを超えると高尿酸血症とする。DNAの合成に不可欠な物質であるプリン体の産生過剰あるいは排泄低下がその原因である。

## 解説
生活習慣病として誰にでも起こりうる。体が合成する尿酸は食物由来の尿酸より数倍多いとされ、肥満が決定的な危険因子となる。プリン体の多い煮干しやレバー、白子などは長期にわたって大量に摂取すれば危険因子である。
グルコースがリン酸化されてグルコース-6-リン酸となって細胞内に一時的に留まりゆっくりと解糖されるのに対して、アルコールや果糖の代謝にあたっては急速に解糖が進み乳酸の大量に生成されてアシドーシスが進む場合があり、尿酸の排泄や析出に影響を与え、痛風を起こすきっかけとなることがある。果糖は果物を常識的な量で摂っている分には問題ないが、工業的に作られた果糖を清涼飲料水から大量に飲むと問題が発生する懸念が否定できない。
特殊例には、先天性の原因としては、HGPRT欠損症（レッシュ・ナイハン症候群）やAPRT（アデニンホスホリボシルトランスフェラーゼ）欠損症が知られている。後天性の原因としては、薬物（利尿薬、アスピリン）、悪性腫瘍などがある
詳細に検討すると、高尿酸血症をおこす患者は、尿酸の排泄が低下している患者と産生が亢進している患者にわけられる。日本では尿酸排泄低下型が60%、産生亢進型が20%、混合型が20%をしめる。
ヒトを含めたヒト上科は尿酸をアラントインに分解する酵素である尿酸オキシダーゼ（ウリカーゼ）が失活している ことから高尿酸血症をひきおこす。霊長類ヒト上科を除く多くのほ乳類はウリカーゼを有しており、尿酸を5-ヒドロキシイソ尿酸に酸化し、さらにアラントインに酸化・代謝することができるため先天性の原因がないかぎり高尿酸血症がおこることはない。
```
（
尿酸オキシダーゼ
による代謝反応）
尿酸

  

    

      

        

          
 

          
+

          

            

              
O

              

                
2

              

              

                

              

            

          

          
+

          

            
H

            

              
2

            

            

              

            

          

          
O

          
⟶

          
 

        

      

    

    
{\displaystyle {\ce {\ + {O2}+ H2O ->\ }}}

  

5-ヒドロキシイソ尿酸

  

    

      

        

          
 

          
+

          

            

              
H

              

                
2

              

              

                

              

            

            

              
O

              

                
2

              

              

                

              

            

          

          
⟶

          
 

        

      

    

    
{\displaystyle {\ce {\ + {H2O2}->\ }}}

  

アラントイン

  

    

      

        

          
 

          
+

          

            
CO

            

              
2

            

            

              

            

          

        

      

    

    
{\displaystyle {\ce {\ + CO2}}}

  

```

なぜヒトを含む霊長類ヒト上科がウリカーゼを失ってしまったかは明らかではないが、進化の途中において突然変異によりウリカーゼを失ってしまった霊長類ヒト上科がその環境に適していた可能性はある。あるいは、ある時代の霊長類は肉・魚を主なエネルギー摂取源としなかったため体内へのプリン体の蓄積がなく、ウリカーゼがないことが生存について問題がなかったというのもありうる仮説である。
ヒト上科の共通の祖先が旧世界のサルから分枝した際に、尿酸オキシダーゼ活性が消失したものと推定される。

## 定義
「高尿酸血症・痛風の治療ガイドライン第2版」 によると、高尿酸血症 (hyperuricemia) は、尿酸塩沈着症（痛風関節炎、腎障害など）の病因であり、血清尿酸値が7.0 mg/dlを超えるものと定義する。性別、年齢は問わない。女性においては、血清尿酸値が7.0 mg/dl以下であっても、血清尿酸値の上昇とともに生活習慣病のリスクが高くなる。この場合は潜在する疾患の検査と生活指導を行うが、尿酸降下薬の適応ではない。

## 疫学
日本の成人男性における高尿酸血症の頻度は30歳以上では30%に達していると推定されている。高尿酸血症は増加傾向である。特に痛風に関しては、有病率は男性においては30歳以降で1%超えると推定され、増加傾向である。

## リスク
高尿酸血症は痛風関節炎・痛風結節、腎障害、尿路結石、メタボリックシンドローム関連、高血圧・心血管系疾患、悪性腫瘍、総死亡との関連が指摘されている。
痛風関節炎・痛風結節
高尿酸血症が持続して尿酸塩結晶が沈着した結果として起こる病態である。血清尿酸値が7.0 mg/dlを超えると、高くなるに従って痛風関節炎の発症リスクがより高まる。高尿酸血症の期間が長く、また高度であるほど痛風結節はできやすいといわれている。アルコール摂取量は痛風発症のリスクを用量依存的に上昇させる。肉類・砂糖入りソフトドリンク・果糖の摂取量が多い集団、BMIの高い集団は痛風になりやすい。逆にコーヒーの摂取量が多い、ランニング距離が長い、適度な運動を日常的に行う集団は痛風になりにくいと言われている。
腎障害
血清尿酸値は一般集団および慢性腎臓病（CKD）の両者において、高尿酸血症と腎障害は密接な関連を有している。血清尿酸値は慢性腎臓病の発症や進展と関係し、一般集団において高尿酸血症は腎不全の危険因子である。またIgA腎症においても高尿酸血症は腎機能予後に関する危険因子となる。また慢性腎臓病と痛風を併せ持つ症例には体内鉛蓄積が関与している可能性がある。
尿路結石
尿路結石を誘発しやすい要因として尿量低下あるいは水分摂取不足、尿中尿酸排泄量の増加、酸性尿の存在があげられる。かつては尿酸結石は痛風や高尿酸血症の程度との関係が有力視されていたが、その後尿中尿酸排泄量がより重要と考えられるようになった。そのため高尿酸血症を有していても必ずしも尿路結石の頻度は増加しない。高尿酸尿症を有すると尿路結石の頻度が増加する傾向がある。高尿酸尿症ではシュウ酸カルシウムの溶解度を低下させシュウ酸カルシウム結石（もっとも頻度の高い尿路結石）を起こす原因になるという意見もある。持続する酸性尿は尿路結石の大きな尿路結石の最も大きな危険因子である。健常者においては尿pHは1日に数回の上昇と下降を繰り返しており、なかでも食事摂取に伴う胃液分泌の影響が大きい。食後は胃酸分泌により反応性に血中重炭酸イオンが増加し尿pHが上昇するが痛風や尿酸結石を有する患者では尿pHの日内変動が欠落している。また尿酸排泄促進薬はプリン体過剰摂取や酸性尿により、尿酸結石の形成を促進させる。
メタボリックシンドローム
血清尿酸値の上昇に伴ってメタボリックシンドロームの頻度は増加する。痛風患者はメタボリックシンドロームの各構成要素を高頻度に有し、メタボリックシンドロームに該当する場合が多い。高尿酸血症はメタボリックシンドロームの診断基準に含まれていないが、メタボリックシンドロームの周辺症状であることが示唆されている。
高血圧・心血管系疾患
血清尿酸値は将来における高血圧症の独立した予測因子ととらえることができる、血清尿酸値は独立した心血管系の危険因子と相関するか否かは相反する報告がされている。
悪性腫瘍
血清尿酸値と悪性腫瘍による死亡との間に関連を認めたという疫学調査もある。しかし血清尿酸値のコントロールによって、悪性腫瘍の相対危険度が低下するかどうかについては不明である。
総死亡
血清尿酸値は総死亡のリスクと関連する可能性がある。しかし血清尿酸値のコントロールによって、総死亡の相対危険度が低下するかどうかは不明である。

## 診断

### 高尿酸血症の診断と病型分類
高尿酸血症の定義どおり、血清尿酸値が7.0 mg/dlを超えた場合は高尿酸血症と診断される。2010年現在ほとんどの日本の医療機関では自動分析装置によるウリカーゼ・ペルオキシダーゼ法が用いられている。測定値の変動は血清成分の影響も考慮して9.0%、施設間差は2.7%〜6.8%であり信頼できる測定法といえる。高尿酸血症の判定について、採血時期は空腹時でなくてもよいが、恒常的な高尿酸血症の判定には複数回の測定が必要である。
高尿酸血症には「尿酸産出過剰型」、「尿酸排出低下型」、「混合型」に大別される。病型分類には尿酸クリアランス、クレアチニンクリアランスの測定が必要である。尿中尿酸排泄量と尿酸クリアランスの値によって分類される。治療中に病型が変化することがあり注意が必要である。

### 痛風の診断
痛風関節炎とは関節内に析出した尿酸塩結晶が起こす関節炎である。急性痛風関節炎は痛風発作ともいい、第一中足趾節（MTP）関節、足関節などに好発する関節炎である。診断は米国リウマチ学会などの診断基準に述べられている特徴的な症状、高尿酸血症の既往、関節液中の尿酸塩結晶の同定が重要である。痛風発作中には必ずしも血清尿酸値は高値を示さないこと、関節液の尿酸塩結晶の同定が重要であること、痛風結節は尿酸塩結晶と肉芽組織からなり診断に有用であるが頻度が低い点などが注意点である。

### 二次性高尿酸血症・痛風の診断
高尿酸血症の診断では必ず二次性の高尿酸血症・痛風の可能性に検討する。基礎疾患、薬物投与など明らかな原因が見いだされるのは全体の約5%である。診断に際しては詳細な問診、服薬歴、身体所見、検査所見などにより基礎疾患の存在や薬物の服用に気がつくことが重要である。二次性高尿酸血症においても原発性とどうように尿酸産出過剰型、尿酸産出低下型、混合型に大別される。
尿酸産出過剰型二次性高尿酸血症
急性尿酸性腎症および腫瘍崩壊症候群は治癒を目指す緊急疾患として重要である。尿酸産出過剰型二次性高尿酸血症としてはレッシュ・ナイハン症候群、ホスホリボシルピロリン酸合成酵素症候群、先天性筋原性高尿酸症候群など遺伝性代謝性疾患のほか悪性腫瘍、甲状腺機能低下症、高プリン食、薬剤性が知られている。薬剤性の内訳は抗がん剤、ミゾリビン、テオフィリン、フルクトース、キシリトールなどが知られている。
尿酸排泄低下型二次性高尿酸血症
慢性腎疾患、多発性嚢胞腎、鉛中毒、鉛腎症、ダウン症候群、家族性若年性痛風腎症などの腎疾患、高乳酸血症、脱水など代謝障害、薬剤性が知られている。薬剤性の内訳は利尿薬、少量のサリチル酸、抗結核薬（ピラジナミド、エタンブトール）や免疫抑制薬（シクロスポリン、タクロリムス）が知られている。
混合型二次性高尿酸血症
混合型二次性高尿酸血症の原因には1型糖尿病、肥満、妊娠高血圧症候群、飲酒、運動負荷、広範な外傷や熱傷、ニコチン酸またはニコチン酸アミドがあげられる。

### 慢性結節性痛風
高尿酸血症に対する適切な治療がなされず長年にわたって発作を反復する例では、多関節に関節炎が及ぶようになり関節炎は持続性になる。この状態を慢性結節性痛風（chronic tophaceous gout）という。この状態まで至るのは全体の10％未満である。慢性期には発作頻度の増加、発作期間の延長がみられ、痛風結節、骨異常が認められるようになる。このとき関節リウマチが鑑別になる。

## 生活指導
高尿酸血症・痛風は代表的な生活習慣病であり、生活習慣の是正を目的とした生活指導は薬物療法の有無にかかわらず重要な役割を有する。高尿酸血症・痛風に対する生活指導は食事療法、飲酒制限、運動の奨励が中心となり、肥満の解消は血清尿酸値を低下させる効果が期待される。食事療法としては適切なエネルギー摂取、プリン体・果糖の過剰摂取制限、十分な飲水が勧められる。高プリン食品である動物の内臓や魚の干物を避けるのがプリン体過剰摂取制限に重要である。尿酸値への影響を最低限にたもつアルコールの目安量は1日で日本酒ならば1合、ビールならば500ml、ウイスキーならば60ml程度である。運動はメタボリックシンドロームの種々の病態を改善するため奨励できる。

## 治療

### 痛風関節炎の治療
一般的な注意として痛風発作中はできるだけ患部の安静を保ち、患部を冷却し、禁酒する。痛風関節炎の治療手段としてはコルヒチン、非ステロイド性抗炎症薬（NSAIDs）副腎皮質ステロイドの3つが知られている。痛風発作の前兆期はコルヒチン1錠（0.5 mg）を用い、発作を頓挫させる。痛風発作が頻発する場合はコルヒチン1日1錠を連日服用させるコルヒチンカバーが有効である。コルヒチンの副作用として最も多いのが腹痛と下痢であり、嘔吐、筋痙攣がそれらに次ぐ。いずれも24時間以内に出現する。また末梢神経障害や汎血球減少症などの報告もある。痛風発作の極期には非ステロイド性抗炎症薬が有効であるが短期間に限り比較的多量を投与して炎症を沈静化させる（NSAIDパルス療法）。保険適応のある非ステロイド性抗炎症薬はインドメタシン、ナプロキセン、オキサプロジン、プラノプロフェンである。非ステロイド性抗炎症薬が使用できないときや無効例であった場合、多発性に関節炎を生じている場合などには経口にて副腎皮質ステロイドを投与する。プレドニン15〜30mgの投与を開始して1週間毎に3分の1程度に減量して3週間で中止する方法が知られている。重症例ではプレドニンを数ヶ月間投与することもある。痛風発作時に血清尿酸値を変動させると発作の増悪を認めることが多いため、発作中に尿酸降下薬を開始しないことを原則とする。

### 痛風結節の治療
血清尿酸値を6.0 mg/dl未満に維持することで痛風結節の縮小、消失が認められ再発を防止できる。摘出術が考慮されることもあるが手術をした場合も薬物療法は必要である。摘出術は自壊して感染を伴ったり、機械的刺激となったり、大きな塊となり腫瘍と鑑別が必要な場合や神経圧迫により疼痛制御を必要とした場合などに考慮される。

### 高尿酸血症の治療

#### 高尿酸血症の治療目標
高尿酸血症での治療では、予後に関係する肥満、高血圧、糖代謝異常、脂質代謝異常などの合併症もきたしやすい。高尿酸血症に関連する生活習慣を改善することが最も大切である。痛風関節炎を繰り返す症例や痛風結節を認める症例では薬物治療の適応となり、血清尿酸値を6.0 mg/dl以下に維持するのが望ましい。観察研究の結果から無症候性高尿酸血症への薬物療法の導入は血清尿酸値8.0 mg/dl以上を一応の目安とするが、介入研究によるリスク軽減のエビデンスは乏しいため適応は慎重にするべきである。

#### 尿酸降下薬の種類と選択
2012年現在、日本で使用できる尿酸降下薬は尿酸排泄促進薬3種類および尿酸生成抑制薬2種類がある。尿酸排出低下型に尿酸排出促進薬、尿酸産出過剰型に尿酸生成抑制薬を選択することが基本原則となる。中等度以上の腎障害（eGFRで30ml/min/1.73m2未満または血清クレアチニン値2.0 mg/dl以上）の腎機能障害は尿酸生成抑制薬を選択肢し、慎重に投与する。アロプリノールを腎不全の患者に使用するときは腎障害の程度に合わせて投与量を調節する。尿路結石の既往ないし合併がある場合は尿酸生成抑制薬を選択する。尿酸排泄促進薬を使用する場合は尿路結石の発現に注意し、尿アルカリ化薬を併用する。ベンズブロマロンとブコロームはワルファリンカリウムの血中濃度を増加させるため併用時は注意を要する。
プロベネシド
プロベネシド（ベネシッド）は近位尿細管の管腔側で発現し尿酸の再吸収を担っている尿酸トランスポーター1（URAT1）の作用を抑制することで尿酸排泄促進作用を発揮する。尿アルカリ化剤としてクエン酸カリウムやクエン酸ナトリウム水和物（ウラリットなど）を3〜6g/day、3〜4回に分服も併用し尿pHを6.0〜7.0に保ち尿酸結石の出現を防ぐ。また尿酸結石を防ぐため日頃より水分摂取を励行し、1日尿量を2,000ml以上にする。
ブコローム
ブコローム（パラミヂン）は非ステロイド性抗炎症薬のひとつで尿酸排泄促進作用がある。尿アルカリ化剤としてクエン酸カリウムやクエン酸ナトリウム水和物（ウラリットなど）を3〜6g/day、3〜4回に分服も併用し尿pHを6.0〜7.0に保ち尿酸結石の出現を防ぐ。また尿酸結石を防ぐため日頃より水分摂取を励行し、1日尿量を2,000ml以上にする。
ベンズブロマロン
ベンズブロマロン（ユリノーム）は近位尿細管の管腔側で発現し尿酸の再吸収を担っている尿酸トランスポーター1（URAT1）の作用を抑制することで尿酸排泄促進作用を発揮する。尿アルカリ化剤としてクエン酸カリウムやクエン酸ナトリウム水和物（ウラリットなど）を3〜6g/day、3〜4回に分服も併用し尿pHを6.0〜7.0に保ち尿酸結石の出現を防ぐ。また尿酸結石を防ぐため日頃より水分摂取を励行し、1日尿量を2,000ml以上にする。
アロプリノール
アロプリノール（ザイロリック）はプリン代謝経路の最終ステップに働くキサンチンオキシダーゼを阻害する酵素阻害薬である。血清尿酸値の低下とともに尿中の尿酸排泄量も減少させるための尿路結石の治療にも有用である。腎不全の患者には酸化体のオキシプロノールが血中に蓄積して過敏性血管炎を起こすことがある。オキシプロノールも薬理作用があるため腎不全患者では減量が必要となる。重篤な皮膚粘膜眼症候群の報告もある。メルカプトプリン、シクロホスファミド、ペントスタチンの併用は注意が必要である。
| 腎機能                 | アロプリノール投与量 |
| ---------------------- | -------------------- |
| Ccr>50ml/min           | 100〜300 mg/day      |
| 30ml/min <Ccr≦50ml/min | 100 mg/day           |
| Ccr≦30ml/min           | 50 mg/day            |
| 血液透析施行例         | 透析終了時に100mg    |
| 腹膜透析施行例         | 50 mg/day            |

フェブキソスタット
フェブキソスタット（フェブリク）はアロプリノールと異なるキサンチンオキシダーゼへの阻害様式を示し強力な阻害活性を有する。肝臓で代謝された後、糞便中、尿中にほぼ均等な割合で排泄されるため、腎機能が軽度から中等度低下している場合においても減量する必要なく、血清尿酸値の低下をもたらすことが可能である。重度の腎機能障害者に対して安全性は確立していない。抗がん剤ではメルカプトプリンとアザチオプリンが併用禁忌である。

#### 無症候性高尿酸血症に対する治療
無症候性高尿酸血症の段階で、高尿酸血症を基盤とする痛風関節炎、痛風結節、腎障害、尿路結石の発症を防ぐために血清尿酸値を低下させることが望ましいと考えられている。血清尿酸値を下げるために生活習慣の改善を指導することが重要であり、具体的にはアルコール飲料やプリン体、果糖、ショ糖やカロリーの過剰摂取を避け、または過激な運動は控えるように指導する。生活習慣病の改善にもかかわらず血清尿酸値が9.0 mg/dl以上の無症候性高尿酸血症では薬物療法を考慮する。また尿路結石、腎疾患、高血圧などの合併がある場合は血清尿酸値が8.0 mg/dk以上で薬物療法を考慮する。

#### 痛風関節炎時と痛風間欠期の治療
未治療の痛風関節炎時には尿酸降下薬を投与せず、非ステロイド性抗炎症薬パルス療法（NSAIDパルス）で発作を寛解させる。高尿酸血症の薬物療法は血清尿酸値を3〜6ヶ月かけて徐々に低下させ、6.0 mg/dl以下にし、その後は6.0 mg/dl以下に安定する用量を続ける。尿酸降下薬は痛風関節炎の寛解後約2週間から少量（ベンズブロマロン12.5 mg、アロプリノール50mg、フェブキソスタット10mg）で開始する。尿酸降下薬の開始投与初期は痛風関節炎を防止するために少量のコルヒチンを併用することもある。適量の尿酸降下薬を中止することなく痛風関節炎に準じてNSAIDパルス両方を併用する。

### 慢性結節性痛風の治療
尿酸降下薬によって血清尿酸値を低下させることで、痛風結節内の尿酸塩結晶が減少し、結節の縮小あるいは消失、再発防止が可能である。血清尿酸値は低いほうが結節の縮小速度が速く、慢性結節性痛風では血清尿酸値を5.0mg/dl以下を目標にする。慢性結節性痛風では関節内の尿酸塩結晶の沈着量が多いと考えられる。そのため尿酸降下薬の開始ともに容易に痛風発作が誘発される。そのためコルヒチン、NSAIDS、ステロイドを使用して痛風発作を予防しながら尿酸降下薬を増量し、長期間血清尿酸値を5.0mg/dl以下にすると月単位で慢性関節炎は軽快する。痛風結節も徐々に縮小するが大きい痛風結節は年単位で残存する。